# 스옌역
스옌 역(十堰站)은 후베이성 스옌시의 철도역 중 하나이다.  1970년에 지어졌으며 샹위 철로(襄渝铁路)가 역을 지난다. 승객과 화물 영업 모두 담당하며, 역의 상하행 노선 모두 전철화되어있다. 역은 샹양 역에서 166 km 떨어져 있다. 우한 철로국 스옌 차량사업소(车务段)에 소속된 1등역이며, 우편번호는 442000이다.

## 역사
스옌 역은 1971년에 건설을 시작했으며, 1974년에 완공되어, 1976년 10월 1일에 사용되었다. 그 당시 역 건물은 3등 중간역으로 6,150m2 면적의 2층 벽돌로 되어있었다. 대합실은 957 평방미터이며 1,500명 이상의 승객을 수용할 수 있었다.
1989년 스옌 역은 2급역으로 승격되었다. 1999년 6월에 스옌 역의 역 건물을 재건하기 시작했다. 거의 20년 동안 사용된 오래된 역 건물은 철거되었고 새로운 역 건물이 세워졌다. 새로운 역은 2003년 9월에 사용되었다.
2005년에, 역 상하행의 복선화가 이루어졌다. 2009년에, 역은 다시 한 번 변화를 선도했다. 재건 프로젝트에는 새로운 소화물 통로 건설과 함께, 기존 철도 열차의 운행에 적응할 수 있는 역 시설의 변형이 포함된다.
역 건축 시작되는 시점에 류리핑(六里坪) 차량사업소의 관할의 밑에 있었다가, 1990년 1월 1일에 1등 스옌 역 직속이 성립되었다. 이때 샹판 철도 분국에 직접 속하였다. 2001년 5월 22일, 스옌 직속역은 스옌 차량사업소에 통합되었다.

## 역 구조

### 역 건물
스옌 역의 현재 역 건물은 2003년부터 사용해왔으며, 면적 15,760 평방 미터, 높이 27 미터이다. 역 건물은 “날개를 펼치고 날다(展翅翱翔, 전시고상)”가 특징이며 "W"모양의 외관으로 디자인되었다. 이는 환영을 뜻하는 영어 Welcome의 첫글자에서 따왔고, 스옌이 날마다 발전하여 바뀌고 있음을 의미한다.
스옌 역의 매표소는, 13개의 셀프서비스 티켓 자동 판매기와 8개의 발권창이 있으며, 역 건물의 동쪽 날개 부분에 위치하고 있다. 출구와 중앙홀은 역 건물 중앙에 위치하며, 스옌 역에는 2개의 대합실이 있다. 제1 대합실은 역 건물의 1층에 위치하고, 제2 대합실은 역 건물의 2층에 있다.(상등석용 대합실도 있다.)
- 역 중앙홀
- 내려다본 역 중앙홀
- 제2 대합실
- 대합실 앞 승강장

### 역 구내
스옌 역은 7개의 착발 노선, 2개의 주박 차량 통행용 선로, 1개의 둥펑기차공사(东风汽车公司) 전용선이 있다. 역에는 한개의 상대식과 1개의 섬식을 포함한 2개 승강장이 있으며, 1-3번으로 부여되었다. 1번 승강장은 저상이고, 2,3번 승강장은 EMU 열차에 대응하는 고상 승강장이다.역 조차장에는 안제(安仓)차고지 전용선이 있다.
|               | 역 하치장                           |
| 측선          | 샹위 철로 열차                      |
| 3번 승강장    | 샹위 철로 열차 샹양 역 방면(바이랑) |
| 섬식 승강장   |                                     |
| 2站台         | 샹위 철로 열차                      |
| 정선          | 샹위 철로 상행열차 통과선           |
| 정선          | 샹위 철로 하행열차 통과선           |
| 1번 승강장    | 샹위 철로 열차 충칭 북역 방면(화궈) |
| 상대식 승강장 |                                     |

## 인접정차역
| 중국 철로                             | 중국 철로 | 중국 철로      |
| ------------------------------------- | --------- | -------------- |
| 바이랑 구자강(취소) 라오허커우둥 방면 | 샹위 철로 | 화궈 충칭 방면 |